# Furgill Ong A Fat
Furgill Ong A Fat (Paramaribo, 3 januari 1985) is een Surinaams voormalig voetballer die speelde als verdediger.

## Carrière
Ong A Fat begon zijn carrière bij SV Robinhood in 2003. Hij speelde er negen seizoenen en won twee landstitels en twee bekers. Hij speelde daarna nog drie seizoenen bij SNL en nadien nog een seizoen bij SV Walking Boyz.
Hij speelde tussen 2006 en 2012 acht interlands voor Surname.

## Erelijst
- Surinaams landskampioen: 2004/05, 2011/12
- Surinaamse voetbalbeker: 2005/06, 2006/07